# Wustrow (Wendland)
Wustrow is een gemeente in de Duitse deelstaat Nedersaksen. De gemeente maakt deel uit van de Samtgemeinde Lüchow (Wendland) in het Landkreis Lüchow-Dannenberg. Wustrow telt 2.790 inwoners.

## Samenstelling van de gemeente
De gemeente bestaat uit het gelijknamige stadje, en tien omliggende dorpen met de status van Ortsteil, te weten:
- Blütlingen (direct ten westen van Wustrow-stad)
- Dolgow (R; ruim 1 km NNW (ten noord-noordwesten van het stadje Wustrow zelf)
- Ganse (R; direct ten NW van Lensian)
- Güstritz (R; 3 km NW)
- Klennow (R; 2 km N)
- Königshorst (direct ten noordoosten van Wustrow-stad)
- Lensian (R; direct ten N van Schreyahn)
- Neritz (direct ten noordoosten van Klennow)
- Schreyahn (R; 4 km WNW)
- Teplingen (1 km OZO).

## Geografie en infrastructuur
De gemeente grenst in het zuiden aan Salzwedel in de deelstaat  Saksen-Anhalt, en in het noorden aan Lüchow (Wendland). Voor een verwijzing naar andere buurgemeenten zie onder Samtgemeinde Lüchow (Wendland).
Wustrow ligt aan de oostoever van het, alleen voor kano's  en kleine roeibootjes bevaarbare en hier gekanaliseerde,  riviertje  de Jeetzel. Direct ten noorden van Wustrow mondt een zijriviertje, de Dumme, in de Jeetzel uit.
Hoofdwegen in de nabijheid van Wustrow zijn de Bundesstraße 71, 5 à 10 km ten zuiden van het stadje, en de  noord-zuid-verbinding Bundesstraße 248, 4 km ten oosten ervan. Autosnelwegen ontbreken binnen een straal van 50 km rondom Wustrow geheel.
Openbaar vervoer van en naar Wustrow is zeer beperkt. Er rijdt een streekbus tussen Salzwedel en Lüchow v.v., die Teplingen, Wustrow en Klennow aandoet. Deze rijdt slechts enkele keren per dag, en op zon- en feestdagen helemaal niet.

## Economie
Wustrow ligt in een economisch zwakke regio. Het enige industriële bedrijf in de gemeente van enige betekenis, SKF, produceert machine-onderdelen van metaal. De aanwezige bezienswaardige dorpen in de streek trekken in beperkte mate toeristen aan. 

## Geschiedenis

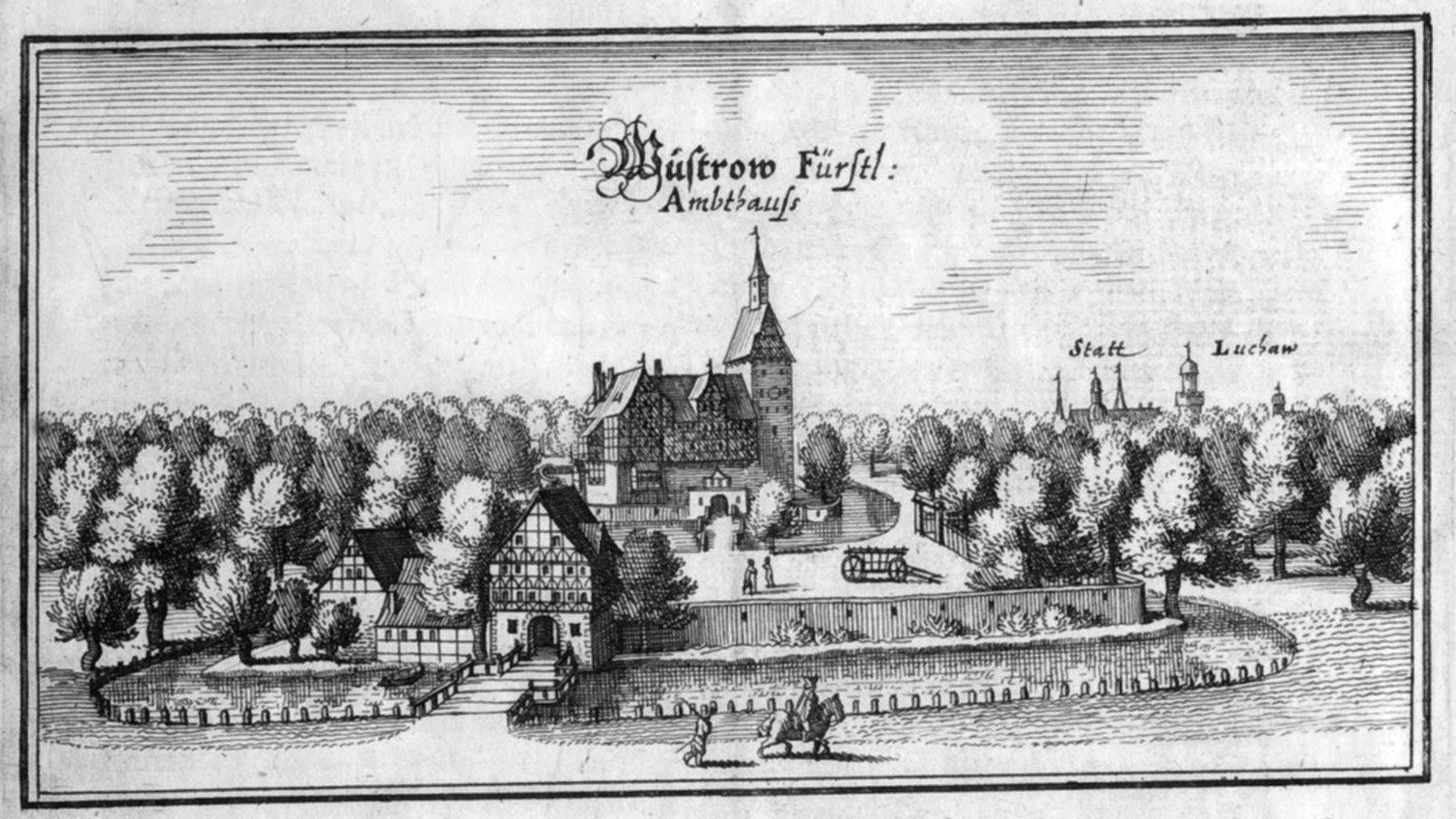
Wustrow in 1654 (Merian-prent)
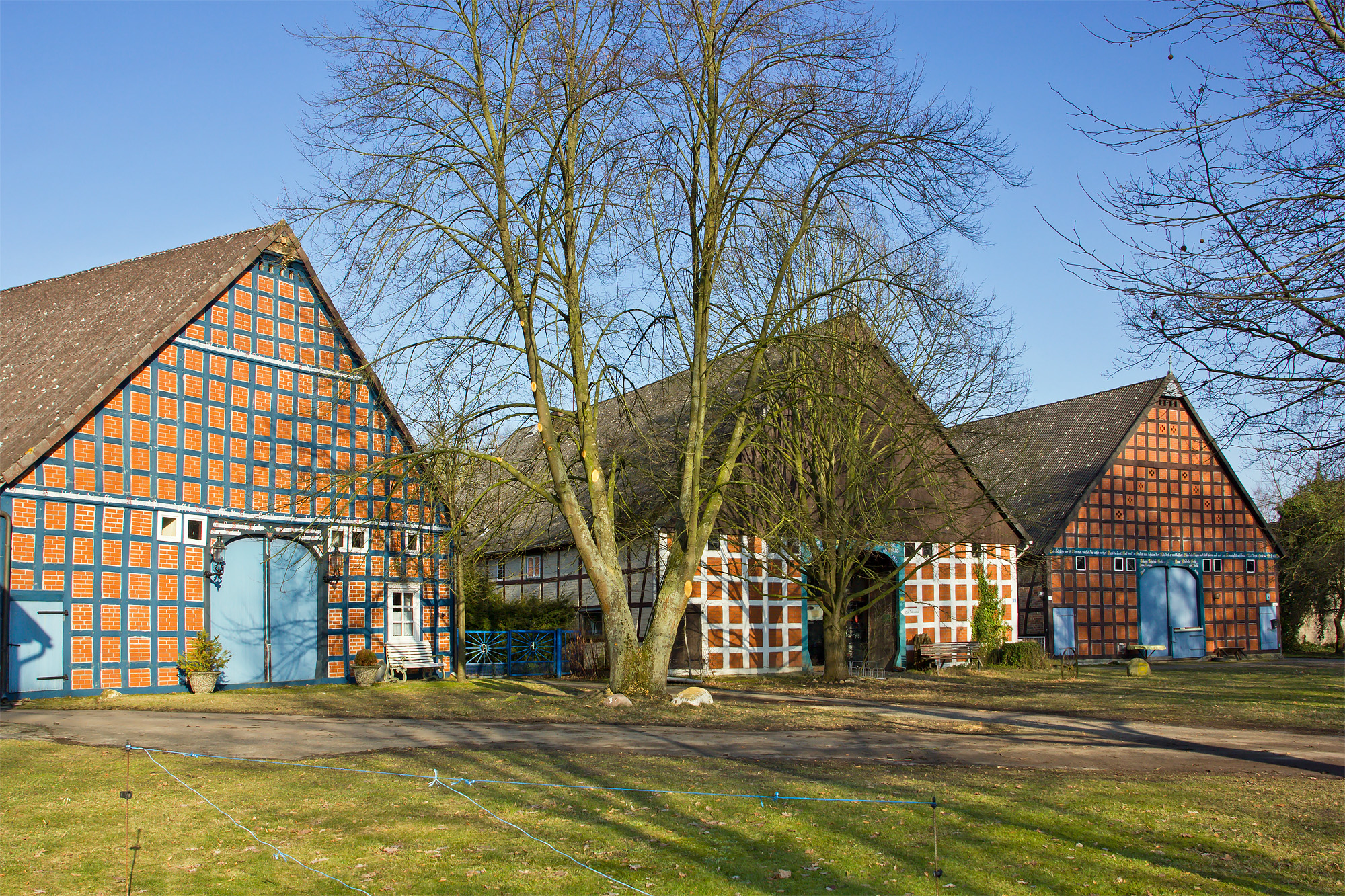
Grote, voor de streek typerende, boerderijen in het Rundlingsdorp Güstritz

In de periode tussen 800 en 1000 ontstond Wustrow (plaats bij een eiland) als Slavische nederzetting. Voordien woonden er leden van Germaanse stammen. Na de Oostkolonisatie in de middeleeuwen ontstonden in de streek Wendland talrijke zogenaamde Rundlingsdorpen, waarvan er ook enige tot de tegenwoordige gemeente Wustrow behoren; deze zijn op bovenstaande lijst van Ortsteile met een R aangemerkt.
In 1217 werd bij de monding van de Dumme  in de, toen nog bevaarbare, Jeetzel, direct ten noorden van het huidige stadje Wustrow, een kasteel gebouwd, dat door een geslacht Von Wustrow bewoond werd. Waarschijnlijk waren deze heren vazallen van het Vorstendom Lüneburg. In een schriftelijke overeenkomst met de hertog van Brunswijk anno 1377 werd Wustrow voor het eerst een stad genoemd.
Het kasteel ging in de loop der eeuwen verloren. Vermoedelijk op de plaats van het vroegere kasteel staat een groot, omstreeks 1800 gebouwd vakwerkhuis, dat als bestuurskantoor fungeerde.
In de Dertigjarige Oorlog (1618-1648) had het stadje zeer veel te lijden door oorlogsgeweld en pestepidemieën.
In 1691 werd Wustrow door een stadsbrand nagenoeg geheel verwoest, maar korte tijd later weer opgebouwd.
Dominee Christian Hennig von Jessen werkte van 1679 tot aan zijn dood, in 1719, in Wustrow. Zijn verdienste is vooral, dat hij als een der eersten taalkundig onderzoek naar de West-Slavische taal Polabisch deed. Die taal werd door de plattelandsbevolking toen nog algemeen gesproken. In 1711 hebben andere geleerden, op basis van zijn werk, o.a. een etymologisch woordenboek van deze taal geschreven. Niet zeer lang nadien stierf het Polabisch uit.
Van de 18e eeuw tot 1964 kende Wustrow een niet onbelangrijke textielproductie. De grond in de omgeving bleek geschikt voor de verbouw van vlas. Daarvan werd, vanaf 1874 op industriële schaal, linnen gemaakt.
In 1890 werd Wustrow aangesloten op het spoorwegnet (treinverbinding met Dannenberg en Salzwedel). In 1971 werd de spoorlijn richting Dannenberg voor reizigersvervoer  opgeheven, in 1997 ook voor goederenvervoer. De spoorverbinding met Salzwedel was reeds in 1945, door de nasleep van de Tweede Wereldoorlog, verbroken.
In 1898 werd tussen Luckau en Wustrow winbaar zout in de bodem ontdekt, en van 1903-1917 werden in Wustrow en omgeving drie kali- en zoutmijnen in bedrijf gesteld. Omstreeks 1910 was de dagelijkse productie tafelzout 1.000 à 1.200 ton. Op het hoogtepunt van de winningsactiviteit waren er hier duizend mijnwerkers tegelijk aan het werk. Voor de mijnen werd het stadje met een nieuwe wijk, bij Blütlingen, uitgebreid en ook een apart mijnspoor aangelegd.
Na de Eerste Wereldoorlog, tussen 1919 en 1926, werden de kali- en zoutmijnen wegens onvoldoende rentabiliteit gesloten, en later onder water gezet; de bovengrondse restanten ervan bestaan inmiddels, op een afvalberg na, ook niet meer.
Van 1949 tot 1990 lag de Duits-Duitse grens direct ten zuiden van Wustrow,  met als gevolg een verregaand isolement. De verbinding met Salzwedel, het dichtstbij gelegen wat grotere stadje, werd pas na  Die Wende hersteld. 
In 1964 opende Continental een rubberfabriek in de leegstaande voormalige textielfabriek van Wustrow. Deze bestaat intussen niet meer. 
In 1966 werd bij Wustrow aardgas in de bodem ontdekt. In 2017 werd de winning hiervan gestaakt. De gasvoorraad was te gering om exploitatie rendabel te doen zijn.
Bij een gemeentelijke herindeling in 1972 werd het stadje Wustrow (Wendland) een van de 7 deelgemeenten  van de Samtgemeinde Lüchow (Wendland).
In 1979 werd in een historische voormalige boerderij te Schreyahn een Künstlerhof opgericht. Hier kunnen talentvolle kunstenaars, met name op het gebied van muziek of literatuur, verblijven en hun werk onderling uitwisselen en presenteren; zij krijgen daartoe een beurs van de deelstaat Nedersaksen.

## Bezienswaardigheden
- In Wustrow staat de evangelisch-lutherse Sint-Laurenskerk. Deze werd in 1700 gebouwd op de plek van een ouder, bij de stadsbrand van 1691 verwoest godshuis.
- Verscheidene schilderachtige Rundlingsdorpen (de Ortsteile waar een R bij is vermeld), met vaak grote vakwerkboerderijen uit de 18e of 19e eeuw
- Het vochtige elzenbroekbos Blütlinger Holz (oppervlakte: 308 hectare), ten zuiden van het stadje,  op de grens met Saksen-Anhalt,  en het 25 hectare grote  zoutfloragebied ten zuid-zuidoosten van Schreyahn[4], zijn twee waardevolle natuurgebieden. Beide gebieden zijn, vanwege hun kwetsbaarheid, slechts beperkt toegankelijk.
- De Künstlerhof Schreyahn organiseert van tijd tot tijd muziek- en literatuurfestivals en andere soortgelijke evenementen.
- Het plaatselijke historische museum Museum Wustrow, met een veelzijdige collectie over de lokale geschiedenis, gevestigd in het stadscentrum, werd in 2023 gesloten. Het uit 1886 daterende huis, waarin het is gevestigd, bleek op instorten te staan. Voor herstel is men van particuliere giften afhankelijk. Wanneer het museum zal worden heropend, is (peildatum: najaar 2024) onzeker.

## Afbeeldingen

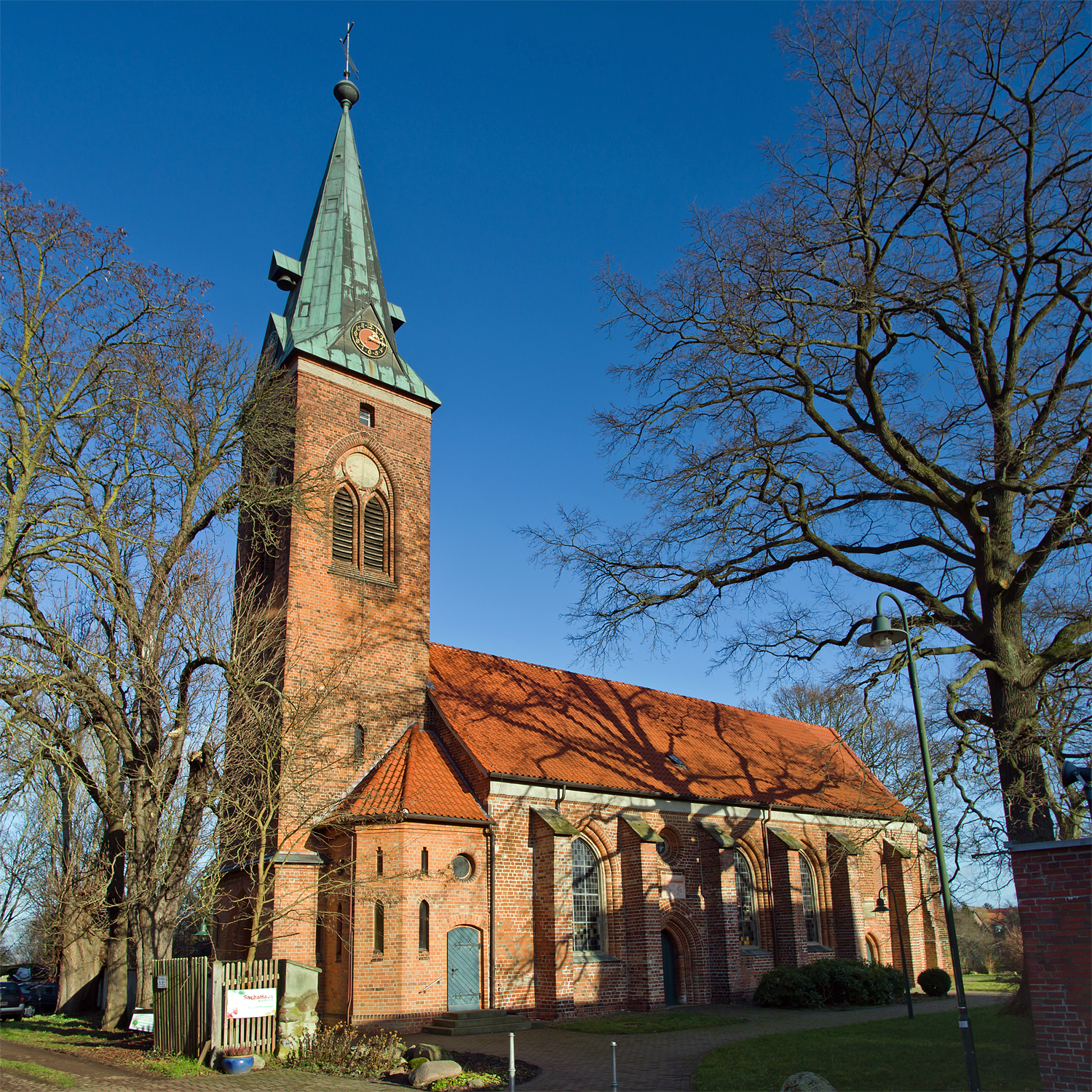
Evang.-lutherse Sint-Laurenskerk, Wustrow
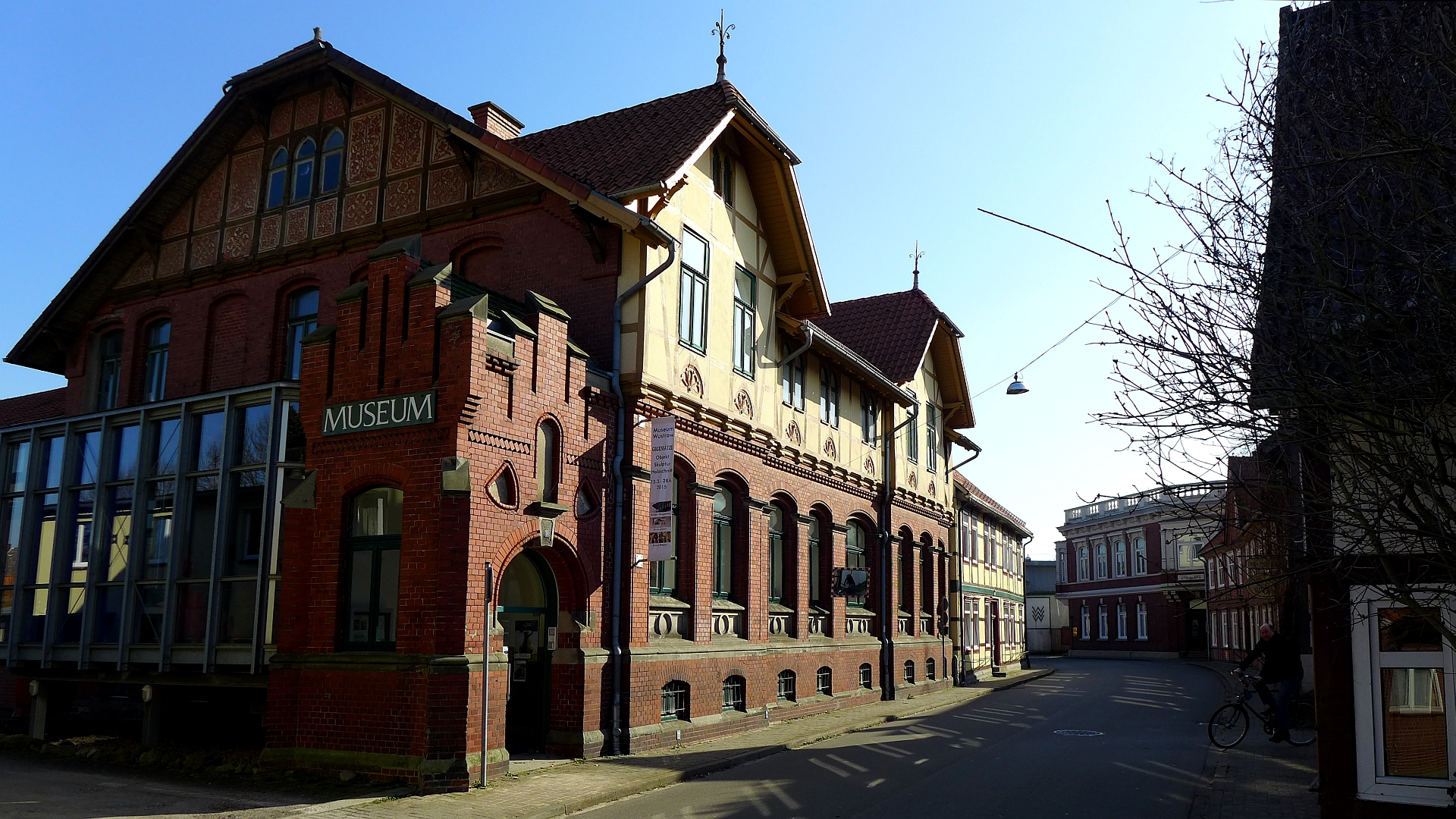
Voormalige fabrikantenvilla (bouwjaar 1886), in gebruik als plaatselijk museum
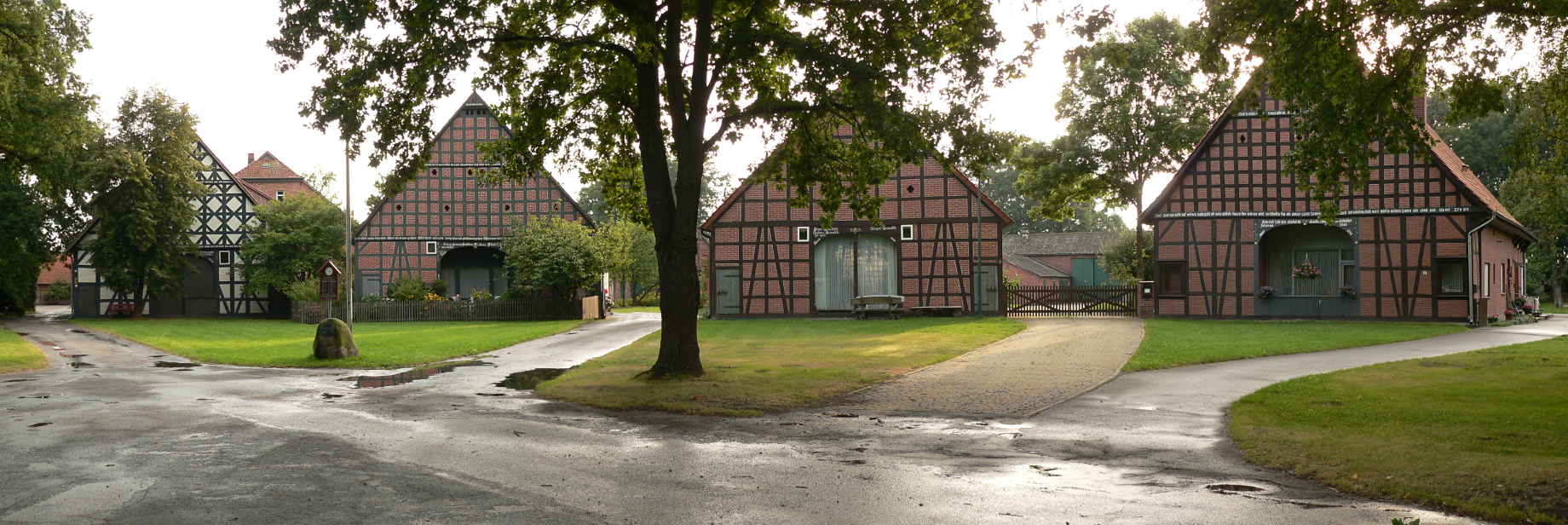
Het Rundlingsdorp Schreyahn
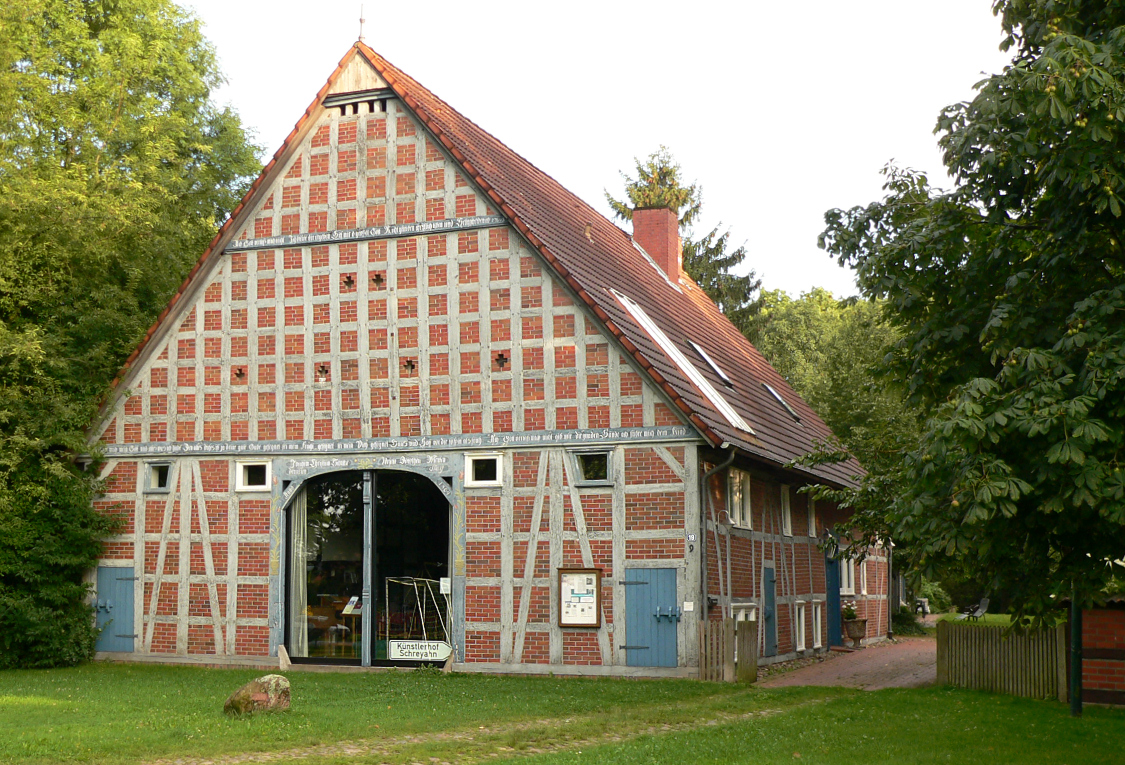
Künstlerhof Schreyahn
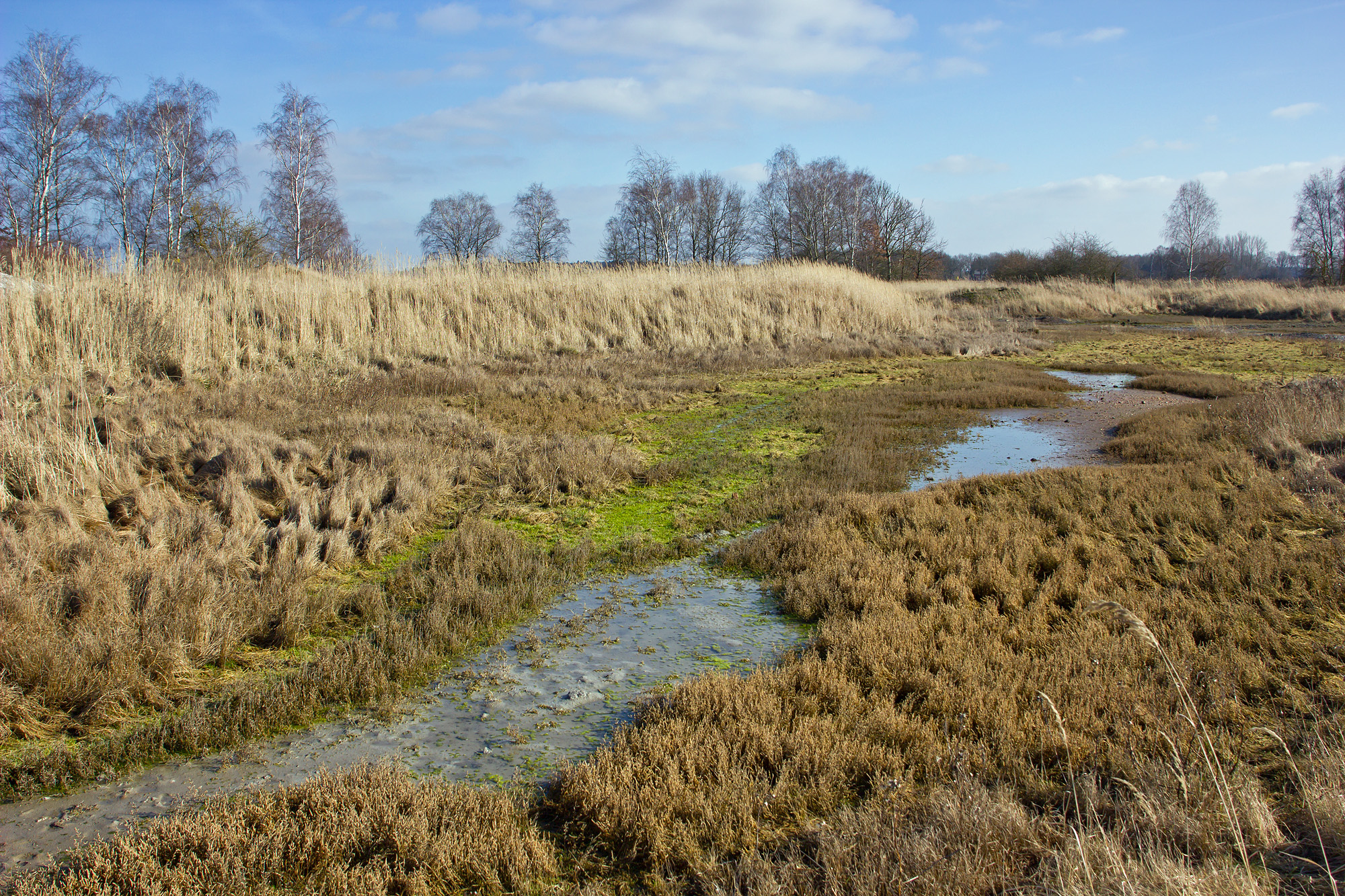
Zoutrijk natuurreservaat Salzbiotop Schreyahn
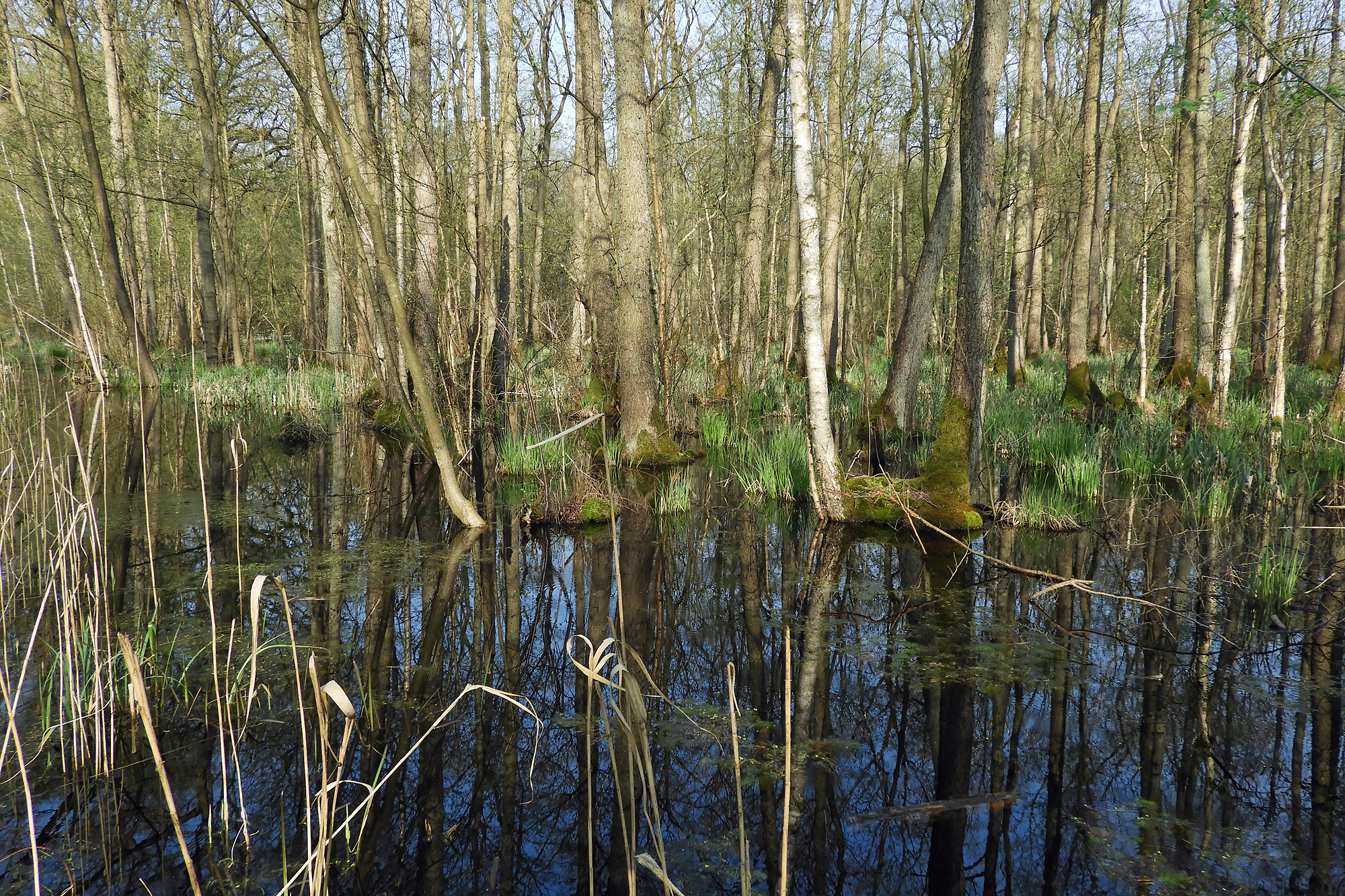
In het Blütlinger Holz

## Persoonlijkheden met een link naar Wustrow
- Christian Hennig von Jessen (geboren op 30 november 1649 in Jessen; overleden op 27 september 1719 in Wustrow), evangelisch-luthers geestelijke; taalonderzoeker; zie hierboven onder: geschiedenis.
- Erich Reischke (1927-2015), beeldhouwer,  overleed te Güstritz